# Всеукраїнський конкурс молодих вокалістів імені Ірини Маланюк
Всеукраїнський конкурс молодих вокалістів імені Ірини Маланюк — конкурс засновано на честь оперної та камерної співачки Ірини Маланюк. Проводиться раз на два роки в місті Івано-Франківськ. Перший конкурс відбувся у 2007 році з 18 по 21 квітня в Івано-Франківській обласній філармонії. Конкурсанти виступають в номінаціях: молоді виконавці навчальних закладів I і II рівнів акредитації, молоді виконавці навчальних закладів III і IV рівнів акредитації. Конкурс проходить в два тури.

## Нагороди
Присуджуються: одне Гран-прі конкурсу, по одному І місцю в кожній номінації, по два II місця в кожній номінації, по три III місця в кожній номінації, дипломи для найкращих концертмейстерів конкурсу, дипломи для найкращих педагогів молодих виконавців.

## Дати проведення
- 1-й у 2007 році, з 18 квітня по 21 квітня.
- 2-й у 2009 році.
- 3-й у 2011 році, з 28 квітня по 1 травня.

## Переможці
2007 року — перше місце серед вихованців навчальних закладів I і II рівнів акредитації поділили учні Донецького та Львівського музичних училищ Катерина Бурік і Тарас Різняк — викл. Богдан Косопуд.
2009 року — лауреатом став Олег Чигер (Інституту мистецтв Прикарпатського національного університету ім. В. Стефаника)
2011 року — перше місце серед вихованців навчальних закладів I і II рівнів акредитації здобула Гудзовська Я. (Вінницьке Училище культури і мистецтв ім. М. Д. Леонтовича). Друге місце отримав Григораш Юрій (Львівське державне музичне училище ім. С. П. Людкевича — викл. Косопуд Б. Й.) Також за результатами конкурсу дипломантом на найкраще виконання української пісні став студент Евген Лі (Інституту мистецтв Київського університету ім. Б. Гринченка).
2013 року — друге місце розділили студенти Львівського музичного училища ім. С.Людкевича — Володмир Кручкевич (кл. викл. Косопуда Б. Й.) та Ігор Радванський (кл. викл Дудара В. В.). Третє місце також у студентки Львівського музучилища Марти Перхач (кл. викл. Косопуда Б. Й.)